# Максим Роденсон
Макси́м Роденсо́н (фр. Maxime Rodinson, 26 січня 1915, Париж — 23 травня 2004, Марсель) — французький марксистський історик, сходознавець і соціолог, відомий тим, що одним з перших на Заході застосував марксистський підхід для дослідження ісламського світу та ісламу як релігії.
Народився у бідній польсько-російській сім'ї асимільованих євреїв, що втекла до Франції з Російської імперії від погромів. Його батьки підтримували революційний рух, вступили в Французьку комуністичну партію в 1920 році, подали документи на радянське громадянство в 1924 році і загинули в Освенцімі в 1943 році. Сам Максим Роденсон був членом ФКП в 1937–1958 роках (виключений за критику сталінізму). Оскільки в 1940 році його відправили у Французький інститут в Дамаску, він уникнув загибелі під час Голокосту.
З 1948 року завідував відділом ісламської літератури в Національній бібліотеці Франції. Спеціаліст зі східних мов, з 1959 року був професором класичної ефіопської мови в Практичній школі вищих досліджень. Під час Шестиденної війни 1967 року виступив на підтримку незалежної Палестинської держави.
У своїх дослідженнях Роденсон спростовував усталені стереотипи: з одного боку, що іслам — гальмо для розвитку капіталізму, з іншого — широко поширене серед мусульман переконання, що іслам є джерелом рівноправності. Підкреслював, що ісламський світ підкоряється єдиним економічним і соціальним закономірностям, однаковим для всіх держав. У своїй першій книзі, присвяченій біографії пророка Мухаммеда, розглядав його діяльність у контексті соціальних відносин того часу і дійшов висновку, що мусульманська реліша стала відповіддю на майнове розшарування в Мецці.
Вважається автором терміна "ісламофашизм", який вживав для позначення ісламістської диктатури в Ірані після 1979 року.